# رافاييل بومسونج
رافاييل بومسونج (بالفرنسية: Raphael Boumsong)‏ (12 مارس 1989 في الكاميرون - ) هو لاعب كرة قدم كاميروني في مركز الهجوم. لعب مع كانيمي ويريورز ونادي إنييمبا إنترناشونال.

## وصلات خارجية
- رافاييل بومسونج على موقع قاعدة بيانات كرة القدم.إي يو (الإنجليزية)
- رافاييل بومسونج على موقع Soccerway.com (الإنجليزية)